# Cyklická voltametrie

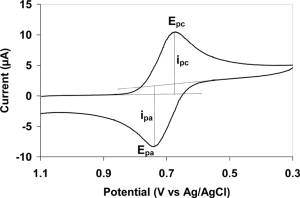
Typický cyklický voltamogram, kde a ukazují maximální katodický a anodický proud pro reverzibilní reakci

Cyklická voltametrie (CV) je druh potenciodynamického elektrochemického měření. V cyklické voltametrii je potenciál pracovní elektrody lineárně závislý na čase. Na rozdíl od lineární voltametrie dosáhne v cyklické voltametrii pracovní elektroda stanoveného potenciálu, a poté se její potenciál opět snižuje. Tento cyklus lze, za účelem získání přesnějších výsledků, opakovat. Proud na pracovní elektrodě je vynesen v závislosti na potenciálu na této elektrodě, tímto se získá voltamogramická stopa. Cyklická voltametrie se obvykle používá ke studiu elektrochemických vlastností analytu v roztoku nebo molekul, které jsou adsorbovány na elektrodu.

## Experimentální metoda

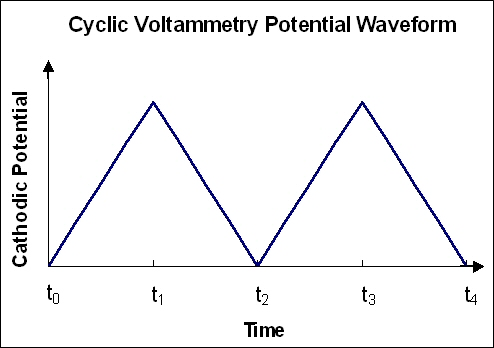
Graf závislosti potenciálu na čase

V cyklické voltametrii se elektrodový potenciál mění lineárně v závislosti na čase v cyklických fázích. Rychlost změny napětí v čase během každé z těchto fází se nazývá rychlost skenování experimentu (jednotkou je V/s). Potenciál se měří mezi pracovní elektrodou a referenční elektrodou, zatímco proud se měří mezi pracovní elektrodou a pomocnou elektrodou. Tato data jsou vynesena jako aktuální (i) v závislosti na potenciálu (E). Na obrázku 2, se mezi t0 a t1 stále zvyšuje potenciál; katodický ("redukující") proud se tedy alespoň zpočátku v tomto časovém období zvýší za předpokladu, že v systému jsou redukovatelné analyty. Po určité době redukce se sníží koncentrace redukovatelných molekul, a dojde tak k poklesu redukčního proudu. V případě, že redoxní dvojice je reverzibilní pak při zpětném testu (od t1 do t2) dochází k oxidaci. Zde vzniká anodický („oxidační“) proud. Čím reverzibilnější je redoxní pár, tím více se budou shodovat hodnoty pro redukční proud ({\displaystyle i_{pc}}) a pro oxidační proud ({\displaystyle i_{pa}}). Data CV tedy mohou poskytovat informace o redoxních potenciálech a rychlostech elektrochemické reakce.
Například pokud je přenos elektronů na pracovní ploše elektrody rychlý a proud je omezen difúzí analytu na povrch elektrody, pak bude maximální proud úměrný druhé odmocnině skenovací rychlosti. Tento vztah je popsán Randlesovou-Sevcikovou rovnicí. V této situaci cyklická voltametrie vzorkuje pouze malou část roztoku, tedy Difúzní vrstvu na povrchu elektrody.

## Charakterizace
Použití cyklické voltametrie je omezeno pouze na specifické případy. Touto metodou je možné měřit pouze elektrochemicky aktivní vzorky.

### Vzorek ve formě roztoku

#### Reverzibilní páry

Potenciál v závislosti na čase, proud v závislosti na čase a voltammogram (proud závislý na potenciálu) pro jednomocný reverzibilní redoxní pár v roztoku

Vzorek většinou vynáší dvě CV vlny, v případě, že vzorek je schopen být redukován a následně zpětně oxidován.
Křivka, dokonce i některých reverzibilních párů je složitá, díky kombinaci účinků polarizace a difúze. Rozdíl mezi těmito dvěma maximy potenciálů (Ep), AEP, je zvláště zajímavý.
ΔEp = Epa - Epc > 0
Tento rozdíl vyplývá zejména z rychlosti difúze vzorku. V ideálním případě reverzibilního 1e- páru, ΔEp 57 mV a šířky skenování 59 mV. Typicky pozorované experimentální hodnoty jsou vyšší a často se blíží 70 nebo 80 mV. Tvar vlny je ovlivněn rychlostí přenosu elektronů (aktivační bariéra pro přenos elektronů) . Teoretický popis polarizačního nadměrného potenciálu je zčásti popsán Butlerovou-Volmerovou a Cottrellovou rovnicí. V ideálním systému se rovnice zjednodušují na {\displaystyle E_{pa}-E_{pc}={\frac {56.5{\text{ mV}}}{n}}} pro n elektronový proces.
Reverzibilní páry jsou charakterizovány jako ipa /ipc = 1.
Pokud je pozorován reverzibilní pík, lze určit termodynamickou informaci ve formě potenciálu E 0 1/2 . Pokud jsou vlny poloreverzibilní (ipa/ipc se blíží, ale není rovno 1), je možné určit ještě konkrétnější informace z mechanismu elektrochemické reakce (viz mechanismus elektrochemické reakce).

#### Nereverzibilní vzorky
Mnoho redoxních procesů pozorovaných při cyklické voltametrii je kvazi reverzibilní nebo nevratných. V takových případech se termodynamický potenciál E 0
1/2  často odvozuje ze simulace procesu. Nevratnost indikuje, že poměr ipa/ipc ≠ 1. Odchylky od rovnosti proudů lze připsat následné chemické reakci, která je vyvolána přenosem elektronů. Takovéto elektrochemické procesy mohou být složité a zahrnují izomerizaci, disociaci, asociaci atd. 

### Adsorpce vzorku na povrch elektrody
Adsorbované látky dávají jednoduché voltametrické odezvy: při pomalých skenovacích rychlostech nedochází k separaci píku, šířka píku je 90 mV pro jednoelektronový oxidačně redukční pár a maximální proud a plocha píku jsou úměrné rychlosti skenování (to dokazuje, že vzorek je skutečně adsorbován). Účinek zvýšení rychlosti snímání může být použit k měření rychlosti přenosu mezifázového elektronu nebo rychlosti reakcí spojených s přenosem elektronů. Tato technika byla užitečná pro studium redoxních proteinů, z nichž některé se snadno adsorbují na elektrody z různých materiálů, což ukazuje, že teorie je pro organické a anorganické redoxní molekuly stejná..

## Experimentální nastavení
Cyklická voltametrie se provádí v roztoku v elektrochemické cele vybavené elektrodami. Roztok se skládá z rozpouštědla, ve kterém je rozpuštěný elektrolyt, a ze sledované látky.

### Elektrochemická cela
Standardní cyklická voltametrie využívá celu vybavenou třemi elektrodami: referenční elektroda, pracovní elektroda a pomocná elektroda. Tato kombinace se někdy označuje jako nastavení tří elektrod . Do roztoku vzorku se obvykle přidává elektrolyt, aby se zajistila dostatečná vodivost vzorku. Složení rozpouštědla, elektrolytu a materiálu pracovní elektrody určí potenciálový rozsah, který lze v průběhu experimentu využít.
Elektrody jsou nepohyblivé a během cyklické voltametrie jsou v cele upevněny tak, aby sahaly do roztoku. Tato metoda "stálých" roztoků dává vzniknout charakteristickým vrcholům v difúzí řízenou cyklickou voltametrií. Tato metoda také umožňuje, aby se po oxidaci či redukci znovu použít, jelikož vykazuje redoxní aktivitu. Aby se elektrodový povrch zásobil čerstvým analytem pro každý nový experiment, je důležité míchat mezi cykly voltametrie, nebo probublávat vzorek inertním plynem (např. argonem). Rozpustnost analytu se může s jeho celkovým nábojem dramaticky změnit; je běžné, že se na elektrodu vysráží redukovaná nebo oxidovaná látka. Toto vrstvení vysráženého vzorku může izolovat povrch elektrody, což zapříčiní zobrazení vlastní redoxní aktivity při následných skenech, nebo jinak změní povrch elektrody způsobem, který ovlivňuje měření CV. Z tohoto důvodu je často nutné vyčistit elektrody mezi skenováním.
Běžné materiály pro pracovní elektrodu zahrnují skelný uhlík, platinu a zlato. Tyto elektrody jsou obvykle obklopeny izolátorem, kde je odkryta pouze malá plocha na konci. Běžná pracovní elektroda má poloměr v řádu jednotek milimetrů. Aby bylo možné interpretovat výsledky cyklické voltametrie, je nutné mít známou plochu povrchu s dobře definovaným tvarem.
Pro provádění experimentů s cyklickou voltametrií při velmi vysokých rychlostech skenování je běžná pracovní elektroda nedostatečná. Vysoké rychlosti snímání vytvářejí vrcholy s velkými proudy a zvýšenými odpory, což má za následek zkreslení. Pro tyto účely je nutné využít ultramikroelektrodu.
Pomocnou elektrodou může být jakýkoli materiál, který snadno vede proud,nebude reagovat s objemovým roztokem a má povrchovou plochu mnohem větší než pracovní elektroda. Běžné materiály jsou platina a grafit. Reakce probíhající na povrchu pomocné elektrody jsou nepodstatné, pokud stále dobře vede proud. Aby se udržel pozorovaný proud, pomocná elektroda často oxiduje nebo redukuje rozpouštědlo nebo elektrolyt v roztoku a tím vyvažuje elektrochemické změny ve vzorku.

### Rozpouštědla
Cyklickou voltametrii lze provádět s různými roztoky. Při výběru rozpouštědla je třeba zohlednit několik faktorů. Rozpouštědlo musí rozpustit vzorek a vysokou koncentraci podpůrného elektrolytu. Musí být také stabilní v potenciálním okně experimentu s ohledem na pracovní elektrodu. Nesmí reagovat ani se vzorkem, ani s podpůrným elektrolytem. Musí být čisté, aby nerušilo experiment.

### Elektrolyt
Elektrolyt zajišťuje dobrou elektrickou vodivost a minimalizuje pokles odporu tak, že zaznamenané potenciály odpovídají skutečným potenciálům. Pro vodné roztoky je k dispozici mnoho elektrolytů, ale typické jsou soli alkalických kovů s chloristany či dusičnany. V nevodných rozpouštědlech je rozsah elektrolytů omezenější a oblíbenou volbou je tetrabutylamonium hexafluorofosfát.

## Související potenciometrické techniky
Další potenciodynamické techniky využívají střídavý proud a měří odezvu v jedné frekvenci (AC voltametrie) nebo v mnoha frekvencích současně (potenciodynamická elektrochemická impedanční spektroskopie). Odezva ve střídavém proudu je dvourozměrná, jelikož je charakterizovaná jak amplitudou, tak fází střídavého proudu. Tato data získávají z účelem získání informací o různých elektrochemických procesech (přenos náboje, difúze, nabíjení ve dvou vrstvách atd.)
Zatímco cyklická voltametrie není hydrodynamickou technikou, některé další elektrochemické metody jsou. V takových případech je toku dosaženo na povrchu elektrody mícháním roztoku, čerpáním roztoku nebo pohybem (především rotací) elektrody, jako je tomu u rotujících diskových elektrod a rotujících elektrod s prstencovým diskem. Tyto techniky se zaměřují na ustálené podmínky a vytvářejí křivky, které se jeví stejně, když jsou skenovány v pozitivním nebo negativním směru, čímž se omezují na lineární voltametrie .

## Aplikace
Cyklická voltametrie (CV) se stala důležitou a široce používanou elektroanalytickou technikou v mnoha oblastech chemie. Často se používá ke studiu redoxních procesů, ke stanovení stability reakčních produktů, přítomnosti meziproduktů v redoxních reakcích,  kinetice přenosu elektronů  a reverzibility reakce. CV lze také použít ke stanovení elektronové stechiometrie systému, difúzního koeficientu vzorku a formálního redukčního potenciálu vzorku, který lze použít k identifikaci vzorku. Kromě toho může být koncentrace neznámého roztoku stanovena sestavením kalibrační křivky proudu v závislosti na koncentraci, jelikož koncentrace je úměrná proudu v reverzibilním Nernstianově systému.
V buněčné biologii se používá k měření koncentrací látek v živých organismech. V organokovové chemii se používá k vyhodnocení redoxních mechanismů.

## Měření antioxidační kapacity
Cyklická voltametrie může být použita ke stanovení antioxidační kapacity v potravě a dokonce i na lidské pokožce. Antioxidanty s nízkou molekulovou hmotností (molekuly, které zabraňují oxidaci jiných molekul) jsou důležité v živých buňkách, protože inhibují poškození buněk nebo smrt způsobenou oxidačními reakcemi, které produkují radikály. Mezi příklady antioxidantů patří flavonoidy, jejichž antioxidační aktivita se výrazně zvyšuje s více hydroxylovými skupinami. Protože tradiční metody určování antioxidační kapacity zahrnují zdlouhavé kroky, neustále se zkoumají techniky zvyšování rychlosti experimentu. Jedna taková technika zahrnuje cyklickou voltametrii, protože může měřit antioxidační kapacitu rychlým měřením redoxního chování v komplexním systému bez nutnosti měřit antioxidační kapacitu každé složky.   Výsledky cyklické voltametrie jsou obvykle srovnávány s výsledky spektrofotometrie nebo s výsledky vysokovýkonné kapalinové chromatografie (HPLC).  Aplikace této techniky se vztahuje na analýzu potravin, kde se používá ke stanovení antioxidační aktivity červeného vína, čokolády a chmele.

### Antioxidační kapacita čokolády
Fenolické antioxidanty pro kakaový prášek, tmavou čokoládu a mléčnou čokoládu lze také určit pomocí cyklické voltametrie. Aby se toho dosáhlo, vypočítají se anodické píky a analyzují se tak, že první a třetí anodické píky lze přiřadit první a druhé oxidaci flavonoidů, zatímco druhý anodický pík představuje fenolové kyseliny. S použitím grafu vytvořeného cyklickou voltametrií lze odvodit celkový obsah fenolických látek a flavonoidů v každém ze tří vzorků. Bylo pozorováno, že kakaový prášek a tmavá čokoláda měly nejvyšší antioxidační kapacitu, protože měly vysoký celkový obsah fenolových kyselin a flavonoidů. Mléčná čokoláda měla nejnižší kapacitu, protože měla nejnižší obsah fenolových kyselin a flavonoidů.